# Юніверс (видавництво)
«Юніверс» — українське книжкове видавництво, засноване 1991 року редакцією журналу «Всесвіт» у місті Києв. Основним профілем видавництва є перекладна література: класичні твори світового письменства, наукові та навчальні праці іноземних авторів у перекладах українською мовою. Водночас «Юніверс» публікує вибрані твори українських письменників і науковців, приділяючи увагу розвитку національної гуманітаристики. 

## Історія

### Заснування та розвиток (1990-ті)
Видавництво «Юніверс» було створене на початку доби незалежності України за ініціативи колективу часопису «Всесвіт» — відомого українського журналу перекладної літератури. Формально засновником виступила редакція «Всесвіту», що прагнула розширити видавничу діяльність поза межі журналу та видавати окремі книжкові видання іноземної літератури українською мовою. На ранньому етапі становлення (початок 1990-х років) видавництво працювало в умовах обмежених ресурсів, фактично з нуля налагоджуючи друк і дистрибуцію книжкової продукції в складних економічних реаліях 1990-х. За спогадами сучасників, засновники фактично «реанімували» одне з малодіючих видавництв і започаткували на його базі новий проєкт — «Юніверс». Попервах діяльність здійснювалася майже кустарними методами: друк партій книжок уночі, власноручне транспортування накладів тощо.
Вирішальний етап активізації настав у 1996 році, коли до керівництва «Юніверсу» долучилися директор Андрій Савчук та головний редактор Олег Жупанський, що почали розвивати видавнство спираючись на свій досвід роботи у видавництвах «Веселка» та журналі «Всесвіт». Під керівництвом Савчука і Жупанського «Юніверс» започаткував низку амбітних книжкових серій, що визначили його подальше обличчя. Уже в другій половині 1990-х було надруковано перші томи серій «Філософська думка», «Світова поезія» та «Австрійська бібліотека», в межах яких виходили переклади класичних філософських праць, поетичних антологій та творів австрійських авторів відповідно. Завдяки цим проєктам українські читачі вперше отримали доступ до творів, раніше не перекладених українською: зокрема, «Юніверс» уперше видав українською цілу низку знакових французьких письменників-модерністів, таких як Жозе-Маріа де Ередіа, Поль Валері, Стефан Малларме, Луї-Фердінан Селін, Жан Жіоно, Анрі Мішо та ін. Однією з найпомітніших подій цього періоду стала публікація масштабного видання роману Марселя Пруста «У пошуках втраченого часу» у семи томах — першого повного перекладу епопеї Пруста українською мовою, виконаного визначним перекладачем Анатолем Перепадею.

### Розширення тематичних напрямів (2000-ті)
На зламі століть «Юніверс» продовжив розширювати тематичний спектр і авторський склад видань. Починаючи з 2000 року, видавництво ініціювало серію «Лауреати Нобелівської премії», задум якої виник ще на початку 1990-х. У цій серії друкувалися вибрані твори письменників — лауреатів Нобелівської премії з літератури різних років, з акцентом на авторів, маловідомих раніше українському читачеві. До середини 2009 року в серії вийшло 14 томів, серед яких збірки творів Андре Жіда, Клода Сімона, Семюеля Беккета, Тоні Моррісон, Шеймаса Гіні, Ґюнтера Ґрасса, Вільяма Батлера Єйтса, Альбера Камю, Жана-Поля Сартра, Томаса Манна та ін.
Паралельно розвивалися й інші напрями: так, серія «Історична думка» (заснована у 2000-х) пропонувала переклади фундаментальних праць із історії та суспільствознавства, наприклад дослідження з історії Європи, християнства та етнографії. У цій серії побачили світ такі видання, як «Запровадження християнства у слов’ян» А.П. Власто (2004), «Історія Німеччини у світлинах» Ф. Брокгауза (2010) та інші переклади. Також продовжували виходити книжки у започаткованих раніше серіях світової класики, зокрема «Світова проза», куди додавалися вибрані твори знакових зарубіжних авторів XX століття (наприклад, у цю серію увійшла збірка прози австрійця Петера Гандке «Жінка-шульга», видана українською 2000 року).
Важливим напрямом стало видання перекладної дитячої літератури — переважно творів зі скандинавських мов: у 2005—2011 роках «Юніверс» реалізував окремий проєкт, присвячений лауреатам престижної дитячої літературної премії імені Г.К.Андерсена (так званого «Малого Нобеля»). У межах цієї ініціативи видавництво познайомило юних читачів України з творчістю класиків дитячої книги — вийшли українські переклади книжок Еріка Кестнера, Марії Ґріпе, Тормода Гаугена, Єсти Кнутсона, Бенні Андерсена та інших відомих європейських авторів для дітей.

### Структурні зміни (кінець 2000-х)
2007 року у розвитку видавництва настав переломний момент, пов’язаний із кадровими та структурними змінами. Головний редактор Олег Жупанський, який понад десять років очолював редакційну роботу «Юніверсу», перейшов до щойно заснованого його сином Олексієм окремого видавництва (згодом відомого як «Видавництво Жупанського»).  На новому місці Олег Жупанський продовжив реалізацію частини проєктів, розпочатих у «Юніверсі», передусім серії «Лауреати Нобелівської премії», яка від 2007 року почала виходити під егідою «Видавництва Жупанського» або у співпраці двох видавців. Зокрема, окремі томи нобелівської серії в цей перехідний період мали подвійний вихідний шифр — Київ: «Юніверс»; «Видавництво Жупанського», що засвідчувало спадкоємність проєкту. Водночас директор «Юніверсу» Андрій Савчук зосередився на власному новоствореному видавництві «Сучасний письменник», передавши оперативне управління «Юніверсом» іншим фахівцям.[джерело?]
Після відходу цих ключових діячів активність «Юніверсу» дещо знизилася, однак видавництво не припинило своєї роботи — воно залишилося самостійним гравцем ринку, хоч і з меншою кількістю новинок на рік. У 2010—поч. 2010-х «Юніверс» продовжив випускати книги, зокрема завершив видання багатотомного перекладу Пруста, підтримував серії історико-філософської тематики та перевидавав раніше започатковані проєкти. Наприклад, 2010 року у співпраці з Національною бібліотекою України ім. В.Вернадського було підготовлено і видано ілюстровану історичну працю «Історія Німеччини у світлинах» (серія «Історична думка»).
Тривала також поява перекладної художньої класики: у 2013 році побачили світ українські видання творів Жана Делюмо, Чеслава Мілоша та інших авторів. Попри меншу публічну присутність, видавництво зберегло свою орієнтацію на інтелектуальну літературу та переклади високої якості.

### Стан у 2010—2020-х роках
У другій половині 2010-х — на початку 2020-х «Юніверс» працює як нішеве видавництво, що періодично презентує резонансні перекладні новинки, залишаючись вірним обраному профілю. Зокрема, видавництво повернулося до серії Нобелівських лауреатів, доповнюючи її сучасними іменами: так, після присудження Нобелівської премії 2019 року австрійському письменнику Петеру Гандке, «Юніверс» перевидав раніше виходившу збірку творів Гандке («Жінка-шульга» в перекладі Олекси Логвиненка) та привернув увагу нової читацької аудиторії до цього автора. 
У 2023 році знаковою подією стало видання повного зібрання поезій французького поета-лауреата Сен-Жон Перса українською мовою — книга «Поетичні твори» (переклад Михайла Москаленка) презентує всі вірші Перса, а також його Нобелівську промову та есеїстику. Ця праця, представлена на львівському BookForum 2023, засвідчила незмінну присутність «Юніверсу» в книжкового ринку.

## Книжкові серії
За роки діяльності «Юніверс» сформував кілька флагманських серій, які структурно охоплюють різні жанри та тематики:
- «Лауреати Нобелівської премії» — серія перекладної художньої прози та поезії, у якій видаються вибрані твори письменників-лауреатів Нобелівської премії з літератури. Стартувавши у 2000 р., цей багаторічний проєкт представив українською мовою ключові тексти багатьох нобеліатів XX століття. . Формат видань — збірки (вибрані твори автора, інколи поєднані з критичними статтями про нього). До 2009 р. було видано 14 томів серії; у наступні роки (переважно на базі іншого видавництва, але за участі О. Жупанського) серію було продовжено, зокрема вийшли українською твори таких авторів як Томас Манн («Зачарована гора»), Надін Ґордімер, Орхан Памук та ін.
- «Світова проза» — широка серія, в рамках якої виходять переклади визначних творів художньої літератури різних країн і епох (поза рамками нобелівської тематики). Ця серія започаткована у 1990-х і поповнювалася виданнями романів, повістей та оповідань, що є класикою світової прози або здобули високі відзнаки. Наприклад, саме в серії «Світова проза» було видано український переклад вибраних повістей Петера Гандке — ще задовго до Нобелівської премії авторові. Також у цій серії побачили світ українські переклади романів Жоржа Бернаноса, Жюльєна Ґріна, Франсуази Саган та інших європейських письменників XX ст.
- «Світова поезія» — серія поетичних видань, започаткована у другій половині 1990-х років, в якій видаються двомовні збірки та антології поезії визначних зарубіжних поетів. «Юніверс» першим переклав українською мовою цілі цикли творів французьких символістів (Малларме, Ередіа, Валері та ін.), а також випустив збірки нобелівських лауреатів з поезії (наприклад, збірку творів Шеймаса Гіні, збірку поезій Сен-Жон Перса тощо).
- «Філософська думка» — серія перекладів класичних праць з філософії, культурології та суспільствознавства. Заснована у 1990-х, ця серія пропонувала українському читачеві ґрунтовні тексти західної філософської традиції — від античності і Середньовіччя до сучасності. Серед видань — роботи Арістотеля, Іммануїла Канта, Фрідріха Ніцше, а також знакові дослідження новітніх мислителів. Наприклад, у 2020-х роках «Юніверс» видав українською книгу «Рефлексії до “Критики чистого розуму”», що ознайомлює читача з фрагментами нотаток і листів І.Канта стосовно його головної праці (книга вийшла у перекладі та з коментарями українських філософів).
- «Історична думка» — серія перекладів історичних та соціологічних праць, заснована у 2000-ті роки. Містить книги з всесвітньої та регіональної історії, дослідження з етнографії, релігієзнавства, історії культури. Кілька проектів цієї серії здійснено за підтримки міжнародних фондів, зокрема іноземних академічних програм (через гранти на переклад). Так, видання «Запровадження християнства у слов’ян» (переклад англомовної монографії А. Власто) стало можливим завдяки підтримці зарубіжного фонду і заповнило важливу нішу в історіографії Київської Русі. Інші приклади — «Історія кельтів» Даїті О’Хогана, «Ідентичність Франції» (праця з історії французької цивілізації), роботи з історії економічної думки тощо. Видання серії «Історична думка» часто використовуються у навчальному процесі та наукових бібліотеках, сприяючи інтеграції української історичної науки у світовий контекст.
- «Австрійська бібліотека» — спеціальна серія, присвячена австрійській літературі та гуманітаристиці, започаткована у співпраці з австрійськими культурними інституціями наприкінці 1990-х. У її межах видавалися українські переклади творів австрійських класиків (Франц Кафка, Роберт Музіль, Інґеборг Бахман та ін.), а також антології австрійської поезії і драматургії. Проєкт мав на меті налагодити культурний обмін: частину накладів передавали до Австрійських бібліотек при університетах України.

## Культурні проекти, партнерства та заходи
Видавництво «Юніверс» у своїй діяльності неодноразово користувалося підтримкою міжнародних культурних фондів та програм, що сприяють перекладу світової літератури українською. Згідно зі свідченнями видавців, у 1990-х — 2000-х роках існували каталоги іноземних грантових програм, де пропонувалися субсидії на переклад певних творів, і «Юніверс» успішно брав участь у таких програмах. Зокрема, проєкт “Австрійська бібліотека” в Україні реалізовувався за підтримки Австрійського культурного форуму та Австрійської служби академічних обмінів (ÖAD), що закріплено в офіційних описах діяльності цих інституцій як частину їхньої культурної дипломатії та мережі бібліотек в Україні. Аналогічно, «Юніверс» випустило українські переклади класиків франкофонної літератури — зокрема Поль Валері та Альбер Камю — у контексті ширшої культурної співпраці, яку просував Французький інститут в Україні, який системно підтримує просування французької літератури та перекладів через культурні програми і події.
Як активний гравець книжкового ринку, «Юніверс» бере участь у національних та міжнародних книжкових виставках і фестивалях. Видавництво традиційно представлено на щорічному Львівському форумі видавців (BookForum) та київському «Книжковому Арсеналі», де демонструє свої новинки і бестселери інтелектуальної літератури. Приміром, на BookForum-2023 стенд «Юніверсу» презентував нове видання поезій Сен-Жон Перса, яке привернуло увагу преси. У програмі Київських міжнародних книжкових ярмарків 2000-х років фігурували презентації від «Юніверсу» — зокрема, видавництво організовувало автограф-сесії перекладачів, тематичні круглі столи (на теми світової класики в українських перекладах) та зустрічі, присвячені окремим авторам, чиї книги воно видало.

## Визнання і нагороди
За роки діяльності «Юніверс» неодноразово отримував відзнаки книжкових рейтингів та конкурсів. Зокрема, книги видавництва потрапляли до списків лауреатів щорічної премії «Книга року» в різних номінаціях (наприклад, перекладна белетристика, науково-популярна література). У 2009 році у номінації «Хрестоматія» рейтингу «Книжка року» серед лідерів згадано видання Мечислава Яструна «Міцкевич. Біографічна повість» — спільний проект «Юніверсу» та «Видавництва Жупанського».
Крім того, перекладачі, котрі співпрацюють з «Юніверсом», не раз були лауреатами премій за найкращі переклади року (наприклад, премії ім. М.Т.Рильського).
- Анатоль Перепадя — лауреат 2001 року за український переклад роману-епопеї Марселя Пруста «У пошуках утраченого часу», видання виконане видавництвом «Юніверс».
- Роман Осадчук — лауреат 2004 року за переклад книги Клода Сімона «Дорога Фландрії. Зоосад», виданої «Юніверсом».
- Михайло Москаленко — лауреат 2006 року за переклад поезій Поля Валері, виданих «Юніверсом».
- Леонід Кононович — лауреат 2009 року за переклад другого тому трилогії Ж.-П. Сартра «Шляхи свободи» (видання «Юніверс»).
- Петро Таращук — лауреат 2010 року за переклади, зокрема робіт Семюеля Беккета (зокрема «Малон умирає», виданого «Юніверсом» 2009 року).

## Вплив та значення
Видавництво «Юніверс» посідає помітне місце в історії незалежного українського книговидання завдяки своїй піонерській ролі у перекладі світової класики. У 1990-ті — на початку 2000-х, коли український книжковий ринок лише формувався і відчував конкуренцію з боку російськомовної літератури, «Юніверс» був одним із небагатьох видавців, які системно заповнювали прогалини перекладної літератури українською мовою.
Так, саме «Юніверс» першим в Україні видав переклади ряду творів-лауреатів найпрестижніших літературних премій: наприклад, у 2007 році тут вийшов український переклад роману «Опівнічні діти» Салмана Рушді — лауреата Букерівської премії 1981 року. Цей крок започаткував тренд на видання в Україні творів-переможців світових літературних конкурсів (Букерівської, Гонкурівської, Пулітцерівської премій тощо) і фактично популяризував серед українських видавців увагу до відзначених світових бестселерів.